# The Pirates
Série
The Pirates : À nous le trésor royal !
(2022)
Pour plus de détails, voir Fiche technique et Distribution.
The Pirates (hangeul : 해적: 바다로 간 산적 ; hanja : 海賊: 바다로 간 山賊 ; RR : Haejeog: badalo gan sanjeog ; MR : Haejŏk: Padaro Kan Sanjŏk ; litt. « Pirate : bandit parti en mer ») est un film sud-coréen réalisé par Lee Seok-hoon et sorti en 2014.

## Synopsis
Au début de la dynastie Joseon, une baleine avale un navire et tout son trésor dont le Sceau officiel de l'Empereur apporté à Joseon par des envoyés de la Chine. Attirés par la forte récompense offerte à quiconque ramènera le sceau royal, les bandits montagnards dirigés par Jang Sa-Jung prennent la mer à la poursuite de la baleine. Mais ils affrontent rapidement l'équipage de pirates de la capitaine Yeo-Wol, et des aventures inattendues s'ensuivent.

## Fiche technique
Sauf indication contraire ou complémentaire, les informations mentionnées dans cette section peuvent être confirmées par la base de données KMDb
- Titre original : 해적: 바다로 간 산적
- Titre anglophone : The Pirates
- Réalisation : Lee Seok-hoon
- Scénario : Cheon Seong-il et Choi I-yeong
- Musique : Hwang Sang-jun
- Décors : Kim Ji-a
- Costumes : Kwon Yoo-jin et Im Seung-hui
- Photographie : Kim Young-ho
- Son : Lee Seung-yeop
- Montage : Lee Jin
- Production : Lim Yeong-ho et Cheon Seong-il
- Société de production : Harimao Pictures[1]
- Société de distribution : Lotte Entertainment
- Pays de production :  Corée du Sud
- Langue originale : coréen
- Format : couleur
- Genre : action, aventure, comédie, fantastique, historique
- Durée : 130 minutes
- Date de sortie : 6 août 2014
- Classification : convient aux 12 ans et plus

## Distribution
- Kim Nam-gil : Jang Sa-jeong
- Son Ye-jin : Yeo-wol
- Yoo Hae-jin : Cheol-bong
- Lee Kyeong-yeong : So-ma
- Oh Dal-soo : Han Sang-jil
- Kim Tae-woo : Mo Heung-gap
- Park Cheol-min : Monk
- Sin Jeong-geun : Yong-gap
- Kim Won-hae : Chun-seop
- Jo Dal-hwan : San-man
- Jo Hee-bong : Oh Man-ho
- Jeong Seong-hwa : Park Mo
- Choi Seol-ri : Heuk-myo
- Lee Yi-kyung : Cham-bok

## Production
Le tournage débute le 15 août 2013 à la montagne de Cheongwan, à Jangheung (Jeolla du Sud) et termine le 9 janvier 2014 à Namyangju (Gyeonggi).

## Accueil

### Sorties
The Pirates sort le 6 août 2014 en Corée du Sud. En octobre 2014 de la même année, il est sélectionné dans la catégorie « Panorama » au Festival international du film de Busan.
En plein marché du film de Cannes en mai 2014, la distribution Lotte Entertainment vend son film au quinze pays.

### Box-office
| Pays ou région | Box-office        | Date d'arrêt du box-office | Nombre de semaines |
| -------------- | ----------------- | -------------------------- | ------------------ |
| Corée du Sud   | 8 664 633 entrées | 26 octobre 2014            | 15                 |

En deux premiers jours de sa sortie nationale, 272 858 spectateurs ont assisté le film placé à la seconde place du box-office derrière The Admiral: Roaring Currents (명량-회오리바다) de Kim Han-min. Il devient, dix-sept jours plus tard, le troisième film sud-coréen à franchir la barre des 5 000 000 entrées en cette année 2014.

## Distinctions

### Récompenses
- Grand Bell Awards 2014 :
  - Meilleure actrice pour Son Ye-jin
  - Meilleur acteur dans un second rôle pour Yoo Hae-jin

### Nominations et sélections
- Festival international du film de Busan 2014 : sélection « Panorama »